# الدروم (النادرة)

تعديل مصدري - تعديل

الدروم هي إحدى قرى عزلة الزمازمة بمديرية النادرة التابعة لمحافظة إب، بلغ تعداد سكانها 653 نسمة حسب تعداد اليمن لعام 2004.